# Vlag van het Noorderdepartement
De vlag van het Noorderdepartement is de niet-officiële vlag van het Franse departement Noorderdepartement. Net als de meeste andere departementen van Frankrijk heeft het Noorderdepartement geen officiële vlag, maar wordt de vlag op niet-officiële wijze gebruikt. De vlag is afgeleid van het wapen van dit departement.
De vlag bestaat uit een geel veld, met een zwarte leeuw, met rode tong en klauwen.

## Geschiedenis

### Algemene vlag
Het Noorderdepartement heeft geen officiële vlag zoals regio's of departementen, maar er wordt in de praktijk wel gebruikgemaakt van verschillende symbolen. Het departement, die cultureel bij Vlaanderen hoort, wordt er vaak de Vlaamse leeuw gevoerd, of toch een Franse variant er van: een zwarte leeuw op een gele achtergrond, die teruggrijpt op de middeleeuwse vlag van het graafschap Vlaanderen. Deze regionale vlag symboliseert de Vlaamse identiteit van het departement en wordt bij culturele evenementen of door taalgroepen gebruikt. Zo weerspiegelt de geschiedenis van de vlag van het Noorderdepartement zowel de moderne administratieve identiteit als de rijke regionale tradities. Het ontwerp van deze vlag toont die van de voormalige provincie Frans-Vlaanderen, een variant op de Vlaamse vlag. Deze variant is geïnspireerd op het ontwerp van het wapen van het Noorderdepartement dat in 1950 is voorgesteld door Robert Louis.

### Logovlag
Naast deze vlag is er ook een logovlag die vaak gebruikt werd, deze was een blauwe rechthoek met het woord "Nord" in het groot met eronder in het klein "le Département est là". Deze vlag werd voornamelijk gebruikt als een "moderne" vlag voor het departement, een alternatief op de traditionele Vlaamse leeuw.
De Algemene Raad van het Noorderdepartement heeft in 2011 de huidige logo aangenomen en de vlag is dienovereenkomstig gewijzigd, ter vervanging van de oude logovlag.
| Vlag               | Datum              | Departement        | Beschrijving                                              |
| Noorderdepartement | Noorderdepartement | Noorderdepartement | Noorderdepartement                                        |
| ------------------ | ------------------ | ------------------ | --------------------------------------------------------- |
|                    | 1950-heden         | Noorderdepartement | In goud een leeuw van sabel getongd en geklauwd van keel. |
|                    | 2011-heden         | Noorderdepartement | In blauw de tekst "Nord - le Département est là" van wit  |

### Historische vlaggen
| Vlag | Datum     | Land/Provincie                | Beschrijving                                              |
| ---- | --------- | ----------------------------- | --------------------------------------------------------- |
|      | 1676-1789 | Vlaanderen (Franse provincie) | In goud een leeuw van sabel getongd en geklauwd van keel. |
|      | 863-1794  | Graafschap Vlaanderen         | Geel met een zwarte leeuw, rood geklauwd en getongd.      |

### Vergelijkbare vlaggen
| Vlag | Datum      | Land/Provincie     | Beschrijving                                              |
| ---- | ---------- | ------------------ | --------------------------------------------------------- |
|      | 1988-heden | Vlaams Gewest      | Geel met een zwarte leeuw, rood geklauwd en getongd.      |
|      | tot 2016   | Nord-Pas-de-Calais | In goud een leeuw van sabel getongd en geklauwd van keel. |